# Правдовское сельское поселение
Правдовское се́льское поселе́ние (укр. Правдівське сільське поселення, крымскотат. Дер Эмес кой юрту, Der Emes köy yurtu) — муниципальное образование в составе Первомайского района Республики Крым России.

## География
Поселение расположено на севере района, в степном Крыму, в бассейне реки Воронцовки, примыкая на севере к Красноперекопскому району. Граничит на востоке с Крестьяновским, на юге с Первомайским и на западе с Калининским сельскими поселениями (согласно административному делению Украины — с соответствующими сельсоветами).
Площадь поселения 63,16 км².
Транспортное сообщение осуществляется по региональным автодорогам 35Н-412  от шоссе Красноперекопск — Симферополь и 35Н-420  от Первомайского (по украинской классификации — С-0-11027 и С-0-11036).

## Население
| 2001  | 2014  | 2015  | 2016  | 2017  | 2018  | 2019  |
| ----- | ----- | ----- | ----- | ----- | ----- | ----- |
| 2259  | ↘1916 | ↗1921 | ↘1906 | ↘1899 | ↘1859 | ↘1842 |
| 2020  | 2021  |       |       |       |       |       |
| ↘1822 | ↗1918 |       |       |       |       |       |

## Состав сельского поселения
Поселение включает 3 населённых пункта:
| № | Населённый пункт | Тип населённого пункта | Население на 2014 год |
| - | ---------------- | ---------------------- | --------------------- |
| 1 | Правда           | село, центр            | ↘1474                 |
| 2 | Арбузово         | село                   | ↘165                  |
| 3 | Матвеевка        | село                   | ↘277                  |

## История
Судя по доступным историческим документам, в 1950-х годах был создан Правдовский сельский совет: на 15 июня 1960 года он уже существовал и уже имел современный состав.
Указом Президиума Верховного Совета УССР «Об укрупнении сельских районов Крымской области», от 30 декабря 1962 года был упразднён Первомайский район и село присоединили к Красноперекопскому, 8 декабря 1966 года был восстановлен Первомайский район и совет вновь в его составе.
С 12 февраля 1991 года сельсовет в восстановленной Крымской АССР, 26 февраля 1992 года переименованной в Автономную Республику Крым. С 21 марта 2014 года в составе Крыма аннексировано Россией. Законом «Об установлении границ муниципальных образований и статусе муниципальных образований в Республике Крым» от 4 июня 2014 года территория административной единицы была объявлена муниципальным образованием со статусом сельского поселения.